# Lapeer (New York)
Lapeer è un comune degli Stati Uniti d'America, situato nello Stato di New York, nella contea di Cortland.